# Langholmen (Dyrkollneset)
Pour les articles homonymes, voir Langholmen.
Langholmen est une île dans le landskap Sunnhordland du comté de Vestland. Elle appartient administrativement à Lindås.

## Géographie
Rocheuse et désertique, à fleur d'eau, elle s'étend sur environ 171 m de longueur pour une largeur approximative de 69 m. 